# Pierre Lueders
Pierre Fritz Lueders (Edmonton, 26 settembre 1970) è un ex bobbista canadese, campione olimpico di bob a due a Nagano 1998.
Detiene inoltre il record di Coppe del Mondo vinte con 11 trofei di cui 6 nel bob a due, 1 a quattro e 4 titoli nella combinata maschile.

## Biografia
Ha iniziato a gareggiare professionalmente nel 1990 e debutta in Coppa del Mondo nella stagione 1992/93. Vince la sua prima gara nel 1994 nel bob a due, specialità che lo vedrà eccellere maggiormente durante tutta la carriera agonistica e lo porterà a vincere sei coppe (record) cui se ne aggiungeranno una di bob a quattro e quattro di combinata per un totale record di undici titoli. 
Ai XVIII Giochi olimpici invernali (edizione disputatasi nel 1998 a Nagano, Giappone) vinse la medaglia d'oro nel Bob a 2 con il connazionale David MacEachern partecipando per la nazionale canadese finendo con lo stesso tempo degli italiani Günther Huber e Antonio Tartaglia, con un tempo totalizzato fu di 3:37,24. Vinse anche una medaglia d'argento ai Giochi di Torino 2006 nel bob a due e si classificò quarto nella gara a quattro.
Vinse inoltre otto medaglie ai campionati mondial tra cui due d'oro (nel bob a due), quattro d'argento e due di bronzo (di cui tre nella specialità a quattro).
Si ritira dalle competizioni al termine delle Olimpiadi di Vancouver 2010 (dove colse due quinti posti in entrambe le specialità) per venire subito nominato capo dello staff tecnico della nazionale canadese.
Dal giugno 2013 è il capo allenatore della nazionale russa di bob.

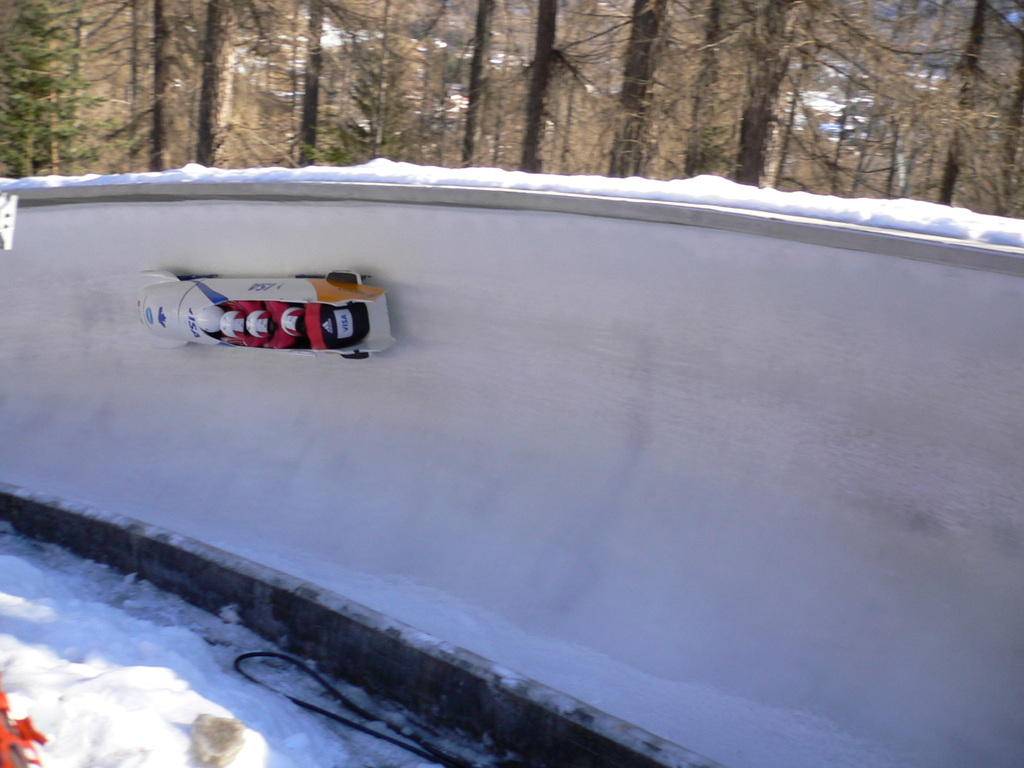
Pierre a Cortina d'Ampezzo, pista Eugenio Monti, 2007

Fa parte della Hall of Fame dello Sport Canadese.

## Palmarès

### Olimpiadi
- 2 medaglie:
  - 1 oro (bob a due a Nagano 1998);
  - 1 argento (bob a due a Torino 2006).

### Mondiali
- 8 medaglie:
  - 2 ori (bob a due a Königssee 2004), bob a due a Calgary 2005);
  - 4 argenti (bob a due a Winterberg 1995, bob a due a Calgary 1996, bob a due a Lake Placid 2003, bob a quattro a St. Moritz 2007);
  - 2 bronzi (bob a quattro a Cortina d'Ampezzo 1999, bob a quattro a Calgary 2005).

### Coppa del Mondo
- 6 trofei assoluti nella specialità Bob a due (stagioni 1994-95, 1996-97, 1997-98, 2002-03 e 2005-06).
- 1 trofeo assoluto nella specialità Bob a quattro (stagione 1994-95).
- 4 trofei assoluti nella specialità Combinata maschile (stagioni 1993-94, 1994-95, 1997-98 e 2005-06).
- 88 podi.